# Höjdhopp för damer i friidrott vid olympiska sommarspelen 2000
Höjdhopp för damer vid olympiska sommarspelen 2000 i Sydney avgjordes 28-30 september. 

## Medaljörer
| Gren     | Guld                     | Guld   | Silver                   | Silver | Brons                    | Brons  |
| Höjdhopp | Jelena Jelesina Ryssland | 2,01 m | Hestrie Cloete Sydafrika | 2,01 m | Kajsa Bergqvist Sverige  | 1,99 m |
| Höjdhopp | Jelena Jelesina Ryssland | 2,01 m | Hestrie Cloete Sydafrika | 2,01 m | Oana Pantelimon Rumänien | 1,99 m |

## Resultat
- Q innebär avancemang utifrån placering i heatet/klarat kvalgränsen.
- q innebär avancemang utifrån total placering.
- DNS innebär att personen inte startade.
- DNF innebär att personen inte fullföljde.
- DQ innebär diskvalificering.
- NR innebär nationellt rekord.
- OR innebär olympiskt rekord.
- WR innebär världsrekord.
- PB innebär personligt rekord.
- SB innebär säsongsbästa.

### Kval

#### Grupp 1
| Placering | Totalt | Idrottare           | Nation     | Märke  | Kval | Rekord |
| --------- | ------ | ------------------- | ---------- | ------ | ---- | ------ |
| 1         | 1      | Kajsa Bergqvist     | Sverige    | 1,94 m | Q    |        |
| 1         | 1      | Svetlana Zalevskaja | Kazakstan  | 1.94 m | Q    |        |
| 1         | 1      | Vita Palamar        | Ukraina    | 1.94 m | Q    |        |
| 1         | 1      | Jelena Jelesina     | Ryssland   | 1.94 m | Q    |        |
| 5         | 9      | Venelina Veneva     | Bulgarien  | 1.94 m | Q    |        |
| 6         | 12     | Oana Pantelimon     | Rumänien   | 1.94 m | Q    |        |
| 7         | 14     | Ioamnet Quintero    | Kuba       | 1.92 m |      |        |
| 8         | 15     | Svetlana Lapina     | Ryssland   | 1.92 m |      |        |
| 9         | 16     | Miki Imai           | Japan      | 1.92 m |      |        |
| 10        | 18     | Dóra Györffy        | Ungern     | 1.89 m |      |        |
| 11        | 21     | Nelė Žilinskienė    | Litauen    | 1.89 m |      |        |
| 12        | 22     | Marta Mendía        | Spanien    | 1.89 m |      |        |
| 13        | 23     | Inna Gliznutsa      | Moldavien  | 1.89 m |      |        |
| 14        | 26     | Erin Aldrich        | USA        | 1.85 m |      |        |
| 15        | 32     | Alison Inverarity   | Australien | 1.80 m |      |        |
| 16        | 33     | Agni Charalambous   | Cypern     | 1.80 m |      |        |
|           |        | Līga Kļaviņa        | Lettland   | NM     |      |        |
|           |        | Karen Beautle       | Jamaica    | NM     |      |        |
|           |        | Khristina Kaltjeva  | Bulgarien  | NM     |      |        |

#### Grupp 2
| Placering | Totalt | Idrottare          | Nation      | Märke  | Kval | Rekord |
| --------- | ------ | ------------------ | ----------- | ------ | ---- | ------ |
| 1         | 1      | Eleonora Milusjeva | Bulgarien   | 1,94 m | Q    |        |
| 1         | 1      | Inha Babakova      | Ukraina     | 1.94 m | Q    |        |
| 1         | 1      | Hestrie Cloete     | Sydafrika   | 1.94 m | Q    |        |
| 1         | 1      | Amewu Mensah       | Tyskland    | 1.94 m | Q    |        |
| 5         | 10     | Monica Iagar       | Rumänien    | 1.94 m | Q    |        |
| 5         | 10     | Zuzana Hlavonova   | Tjeckien    | 1.94 m | Q    |        |
| 7         | 12     | Yoko Ota           | Japan       | 1.94 m | Q    | SB     |
| 8         | 17     | Blanka Vlašić      | Kroatien    | 1.92 m |      |        |
| 9         | 18     | Hanne Haugland     | Norge       | 1.89 m |      |        |
| 10        | 20     | Solange Witteveen  | Argentina   | 1.89 m |      |        |
| 11        | 24     | Karol Damon        | USA         | 1.89 m |      |        |
| 12        | 25     | Linda Horvath      | Österrike   | 1.89 m |      |        |
| 13        | 26     | Marina Kuptsova    | Ryssland    | 1.85 m |      |        |
| 14        | 28     | Olga Bolşova       | Moldavien   | 1.85 m |      |        |
| 15        | 29     | Irina Mychaltjenko | Ukraina     | 1.85 m |      |        |
| 16        | 30     | Tatjana Sjevtjik   | Belarus     | 1.85 m |      |        |
| 17        | 31     | Amy Acuff          | USA         | 1.80 m |      |        |
| 18        | 33     | Niki Bakoyianni    | Grekland    | 1.80 m |      |        |
|           |        | Tatjana Jefimenko  | Kirgizistan | NM     |      |        |

#### Totala kvalresultat
| Placering | Idrottare           | Nation      | Grupp | Märke  | Kval | Rekord |
| --------- | ------------------- | ----------- | ----- | ------ | ---- | ------ |
| 1         | Svetlana Zalevskaja | Kazakstan   | A     | 1,94 m | Q    |        |
| 1         | Kajsa Bergqvist     | Sverige     | A     | 1.94 m | Q    |        |
| 1         | Inha Babakova       | Ukraina     | B     | 1.94 m | Q    |        |
| 1         | Vita Palamar        | Ukraina     | A     | 1.94 m | Q    |        |
| 1         | Hestrie Cloete      | Sydafrika   | B     | 1.94 m | Q    |        |
| 1         | Amewu Mensah        | Tyskland    | B     | 1.94 m | Q    |        |
| 1         | Jelena Jelesina     | Ryssland    | A     | 1.94 m | Q    |        |
| 1         | Eleonora Milusjeva  | Bulgarien   | B     | 1.94 m | Q    |        |
| 9         | Venelina Veneva     | Bulgarien   | A     | 1.94 m | Q    |        |
| 10        | Zuzana Hlavonova    | Tjeckien    | B     | 1.94 m | Q    |        |
| 10        | Monica Iagar        | Rumänien    | B     | 1.94 m | Q    |        |
| 12        | Yoko Ota            | Japan       | B     | 1.94 m | Q    | SB     |
| 12        | Oana Pantelimon     | Rumänien    | A     | 1.94 m | Q    |        |
| 14        | Ioamnet Quintero    | Kuba        | A     | 1.92 m |      |        |
| 15        | Svetlana Lapina     | Ryssland    | A     | 1.92 m |      |        |
| 16        | Miki Imai           | Japan       | A     | 1.92 m |      |        |
| 17        | Blanka Vlašić       | Kroatien    | B     | 1.92 m |      |        |
| 18        | Dóra Györffy        | Ungern      | A     | 1.89 m |      |        |
| 18        | Hanne Haugland      | Norge       | B     | 1.89 m |      |        |
| 20        | Solange Witteveen   | Argentina   | B     | 1.89 m |      |        |
| 21        | Nelė Žilinskienė    | Litauen     | A     | 1.89 m |      |        |
| 22        | Marta Mendía        | Spanien     | A     | 1.89 m |      |        |
| 23        | Inna Gliznutsa      | Moldavien   | A     | 1.89 m |      |        |
| 24        | Karol Damon         | USA         | B     | 1.89 m |      |        |
| 25        | Linda Horvath       | Österrike   | B     | 1.89 m |      |        |
| 26        | Erin Aldrich        | USA         | A     | 1.85 m |      |        |
| 26        | Marina Kuptsova     | Ryssland    | B     | 1.85 m |      |        |
| 28        | Olga Bolşova        | Moldavien   | B     | 1.85 m |      |        |
| 29        | Irina Mychaltjenko  | Ukraina     | B     | 1.85 m |      |        |
| 30        | Tatjana Sjevtjik    | Belarus     | B     | 1.85 m |      |        |
| 31        | Amy Acuff           | USA         | B     | 1.80 m |      |        |
| 32        | Alison Inverarity   | Australien  | A     | 1.80 m |      |        |
| 33        | Niki Bakoyianni     | Grekland    | B     | 1.80 m |      |        |
| 33        | Agni Charalambous   | Cypern      | A     | 1.80 m |      |        |
|           | Khristina Kaltjeva  | Bulgarien   | A     | NM     |      |        |
|           | Karen Beautle       | Jamaica     | A     | NM     |      |        |
|           | Līga Kļaviņa        | Lettland    | B     | NM     |      |        |
|           | Tatjana Jefimenko   | Kirgizistan | B     | NM     |      |        |

### Final
| Placering | Idrottare           | Nation    | Märke | Noteringar |
| --------- | ------------------- | --------- | ----- | ---------- |
| 1         | Jelena Jelesina     | Ryssland  | 2,01  | SB         |
| 2         | Hestrie Cloete      | Sydafrika | 2,01  | SB         |
| 3         | Kajsa Bergqvist     | Sverige   | 1,99  |            |
| 3         | Oana Pantelimon     | Rumänien  | 1,99  | PB         |
| 5         | Inha Babakova       | Ukraina   | 1,96  |            |
| 6         | Svetlana Zalevskaja | Kazakstan | 1,96  |            |
| 7         | Vita Palamar        | Ukraina   | 1,96  |            |
| 8         | Amewu Mensah        | Tyskland  | 1,93  |            |
| 9         | Venelina Veneva     | Bulgarien | 1,93  |            |
| 9         | Monica Iagar        | Rumänien  | 1,93  |            |
| 11        | Yoko Ota            | Japan     | 1,90  |            |
| 11        | Zuzana Hlavonova    | Tjeckien  | 1,90  |            |
| 13        | Eleonora Milusjeva  | Bulgarien | 1,90  |            |